# ГАЕС Презенцано
ГАЕС Презенцано («Доменіко-Чімароза») (італ. Centrale idroelettrica di Presenzano) — гідроелектростанція на півдні центральної частини Італії, в провінції Казерта (історичний регіон Кампанія). Один з найпотужніших об'єктів італійської гідроенергетики, який поступається лише [[ГЕС-ГАЕС Луїджі-Еїнауді (Ентраккуе)|ГАЕС Ентраккуе] та знаходиться на одному рівні з Ронкавалгранде.
Нижній резервуар станції об'ємом 5,3 млн м3 штучно споруджений на правобережжі долини Вольтурно (впадає в Тірренське море північніше Неаполя), за декілька сотень метрів від річки. Його оточує дамба з вапняку, видобутого у місцевому кар'єрі. 
Верхній резервуар об'ємом 2,9 млн м3 створений на північний захід від нижнього на горі Чезіма, в долині струмка зі сточища Ріо-Рава (права притока Вольтурно). Для цього звели кам'яно-накидну греблю заввишки 45 метрів та довжиною 285 метрів.
Від верхнього резервуару прокладено два тунелі, які переходять у чотири напірні водогони до турбін. Останні розміщені неподалік нижнього резервуару в окремих шахтах діаметром 21 метр та глибиною 72 метри. Потужність кожного оборотного гідроагрегату становить 250 МВт. Станція працює при напорі у 495 метрів.